# Tadeusz Zieliński (architekt)

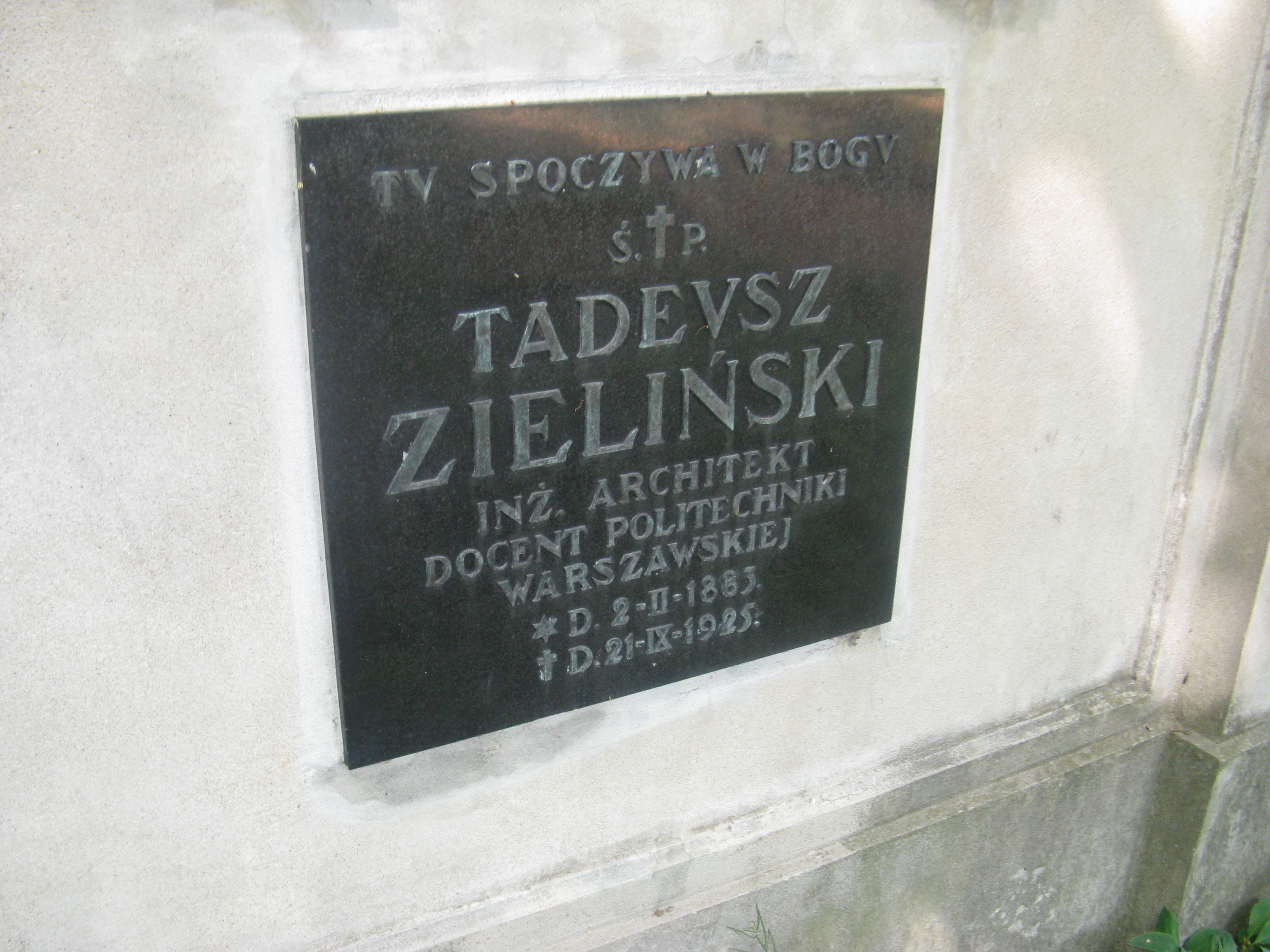
Grób Tadeusza Zielińskiego na cmentarzu Powązkowskim w Warszawie

Tadeusz Zieliński (ur. 2 lutego 1883 w Warszawie, zm. 21 września 1925 tamże) – polski architekt.

## Życiorys
Studiował architekturę w Wiedniu i Lwowie.
Od 1914 pracował w Warszawie, gdzie od 1915 wykładał na Politechnice. Był współorganizatorem Wydziału Architektury tej uczelni. W latach 1915–1919 tam był asystentem, a w latach 1919–1925 wykładowcą budownictwa.
Był związany z grupą artystyczną „Młoda Sztuka“. Przez wiele lat pełnił funkcję prezesa Koła Architektów w Warszawie.
Został pochowany na cmentarzu Powązkowskim w Warszawie (kwatera 175-rząd 1/2).
Jego syn Tadeusz Bohdan Zieliński też był architektem.

### Prace (m.in.)
- Zakład leczniczy w Kobierzynie (1917–1919)[2]
- Gmach Medycyny Sądowej przy ul. Wojciecha Oczki 1 w Warszawie (1928)[7]
- Kreślarnia Politechniki Warszawskiej (1924)[1]
- przebudowa pałacyku Cukrowników w Warszawie (ok. 1915)[8]
- Klinika Dermatologiczna przy ul. Koszykowej 82a w Warszawie (przebudowa, 1925)[1]
- budynki Szkoły Głównej Gospodarstwa Wiejskiego w Warszawie przy ul. Rakowieckiej 26/30 (ok. 1925)[9]
- Instytut Radowy (1925–1927, ukończony przez Zygmunta Wóycickiego)[1]
- budynek Chemicznego Instytutu Badawczego w Warszawie[1]
- budynek szkoły powszechnej przy ul. Elbląskiej w Warszawie (z Maksymilianem Bystydzieńskim)[2]
- budynek tymczasowego Dworca Głównego w Warszawie (z Maksymilianem Bystydzieńskim)[2]
- dom własny przy ul. Górnośląskiej 35 w Warszawie[1]
- Hotel Kaszubski w Gdyni (ulica Sienkiewicza 13)
- wille w Gdyni: „Kadrówka“ (ul. Sieroszewskiego 6), „Sokola“ (ul. Sieroszewskiego 7), „Sadyba“ (ul. Sieroszewskiego 8), „Pierwsza“ (ul. Sieroszewskiego 18), „Śreniawa“ (ul. Ejsmonda 2, obecnie Hotel Nadmorski[10]
- Biały Dworek w Konstancinie-Jeziornie (ul. Wierzejewskiego 9)[11]
- letnisko w Gdyni na Kamiennej Górze (z Tadeuszem Tołwińskim)[10]
- kolonie robotnicze w Wożuczynie i Starachowicach (z Maksymilianem Bystydzieńskim)[2]
- kolonie urzędników Ministerstwa Rolnictwa w Raszynie (z Maksymilianem Bystydzieńskim)[2]
- ochronka w Zbiersku[2]

## Upamiętnienie
W 2010 wraz z Romanem Felińskim, Stanisławem Filipkowskim i Adamem Kuncewiczem został patronem ulicy w gdyńskiej dzielnicy Chwarzno.